# Libyen i olympiska sommarspelen 2004
Libyen i olympiska sommarspelen 2004 bestod av 8 idrottare som blivit uttagna av Libyens olympiska kommitté.

## Friidrott
Herrarnas maraton
- Ali Mabrouk El Zaidi
  - 2:20:31 (39:a totalt)

Damernas 400 meter
- Ruwida El Hubti
  - Omgång 1: 1:03.57  (7:a i heat 1, gick inte vidare, 42:a totalt) (nationellt rekord)

## Judo
Herrarnas halv mellanvikt (-81 kg)
- Mohamed Ben Saleh
  - Sextondelsfinal: Förlorade mot Robert Krawczyk från Polen (Ude-hishigi-juji-gatame; ippon - 1:44)

## Taekwondo
| Idrottare    | Gren             | Åttondelsfinaler     | Kvartsfinaler        | Semifinaer           | Återkval             | Bronsmatch           | Final                | Final     |
| Idrottare    | Gren             | Motståndare Resultat | Motståndare Resultat | Motståndare Resultat | Motståndare Resultat | Motståndare Resultat | Motståndare Resultat | Placering |
| ------------ | ---------------- | -------------------- | -------------------- | -------------------- | -------------------- | -------------------- | -------------------- | --------- |
| Ezedin Tlish | Herrarnas −58 kg | Chu M-Y (TPE) L RSC  | Gick inte vidare     | Gick inte vidare     | Ramos (ESP) L WO     | Gick inte vidare     | Gick inte vidare     | 7         |